# Саут Оринџ (Њу Џерзи)
Саут Оринџ (енгл. South Orange) град је у америчкој савезној државни Њу Џерзи. Према попису из 2020. имао је 18.484 становника, што је пораст у односу на попис из 2010. када је било 16.198 становника. У њему се налази Универзитет Сетон Хол.